# Клео (футболіст)
Кле́версон Габріел Ко́рдова (порт.-браз. Cléverson Gabriel Córdova), більш відомий як Клео (порт. Cléo, нар. 9 серпня 1985, Гуарапуава) — бразильський футболіст, нападник клубу «Циндао Хуангхай». Він також має громадянство Сербії.
Граючи на трьох різних континентах, Клео забив щонайменше по голу у кожному з головних міжнародних турнірів — в Кубку Лібертадорес за «Атлетіку Паранаенсе», в Лізі чемпіонів УЄФА за «Партизан», і в Лізі чемпіонів АФК за «Гуанчжоу Евергранд» і «Касіва Рейсол».

## Ігрова кар'єра
Клеверсон Габріел Кордова починав свою кар'єру в маловідомому португальському клубі «Олівайш е Москавіде». У 2005—2006 роках без особливого успіху виступав у Бразилії, після повернувся в португальську команду.
У серпні 2008 року Клео перейшов на правах оренди на сезон з правом подальшого викупу у сербську «Црвену Звезду». За час оренди бразильцю вдалося забити 12 голів у 24 матчах в усіх турнірах, але після цього клуб не зміг заплатити трансферний збір у розмірі 800 000 євро і Клео покинув команду. Натомість 19 червня 2009 року Клео підписав чотирирічний контракт із найлютішим ворогом «Црвени Звезди» — «Партизаном», що стало першим подібним переходом за 20 останніх років (після Горана Милошевича). 28 листопада в чемпіонаті Клео забив гол своїй колишній команді, що дозволило «Партизану» здобути перемогу над «Црвеною Звездою» з рахунком 2:1. Непогано виступивши у другій частині розіграшу сербської Суперліги сезону 2009/10, Клео забив дев'ять м'ячів і допоміг «Партизану» завоювати третій чемпіонський титул поспіль. У новій команді він став кумиром фанатів, забивши 22 м'ячі за півтора сезону в чемпіонаті.
Головні ж його успіхи припали на Лігу чемпіонів, де він відзначився 6 разів у кваліфікаційному раунді (перший гол припав на дебютний матч 14 липня з чемпіоном Уельса, клубом «Ріл»). У другому матчі він відзначився хет-триком, забивши перший гол «ножицями». А в груповому етапі двічі забив лондонському «Арсеналу», ставши найкращим бомбардиром турніру на момент закінчення групового раунду.
Взимку 2011 року Клео цікавилися «Дженоа», казанський «Рубін» і китайський «Гуанчжоу Евергранд». В кінці січня гравець заявив, що близький до переходу в московський «Локомотив», але через кілька днів підписав контракт з «Гуанчжоу».
12 лютого 2011 року Клео завершив перехід в клуб китайської Суперліги «Гуанчжоу Евергранд», підписавши чотирирічний контракт Трансфер футболіста був оцінений в 3,2 мільйона євро, що стало новим трансферним рекордом для Китаю. Вперше з'явився на полі в Суперлізі 2 квітня в грі проти «Далянь Шіде» і забив переможний гол у матчі. В новому клубі був серед найкращих голеодорів, відзначаючись забитим голом в середньому щонайменше у кожній третій грі чемпіонату і допоміг команді двічі виграти національний чемпіонат і по одному разу Кубок і Суперкубок країни.
Протягом сезону 2013 року виступав на правах оренди за японський клуб «Касіва Рейсол», вигравши Кубок Джей-ліги, а на початку 2014 року став вільним агентом і повернувся на батьківщину. Там футболіст тренувався із своєю колишньою командою «Атлетіку Паранаенсе», з якою у травні підписав контракт і провів у команді наступні півтора року. 29 лютого 2016 року став гравцем клубу «Гояс», з яким у тому ж сезоні виграв Лігу Гояно
У серпні 2017 року Клео повернувся до Португалії і підписав контракт з клубом другого дивізіону «Кова-да-Пієдаді». Він став найкращим бомбардиром своєї команди, забивши за сезон 12 голів у всіх змаганнях, після чого у липні 2018 року став гравцем клубу другого дивізіону Китаю «Циндао Хуангхай». Станом на 31 грудня 2018 року відіграв за команду 15 матчів в національному чемпіонаті.

## Досягнення
«Партизан»
- Чемпіон Сербії: 2009–10

«Гуанчжоу Евергранд»
- Чемпіон Китаю: 2011, 2012
- Володар Кубка Китаю: 2012
- Володар Суперкубка Китаю: 2012

«Касіва Рейсол»
- Володар Кубка Джей-ліги: 2013

«Гояс»
- Чемпіон штату Гояс: 2016

### Індивідуальні
- Найкращий бомбардир Кубка Сербії: 2008–09
- Гравець року в «Партизані»: 2010
- Найцінніший гравець Суперкубка Китаю: 2012

## Особисте життя
23 вересня 2010 року Клео став громадянином Сербії і мав бажання грати за місцеву національну збірну. Проте Клео так і не зміг зіграти у складі збірної Сербії, оскільки не відіграв у країні 5-річний термін, встановлений ФІФА для натуралізованих гравців.